# Stenografischer Buchdruck
Der stenografische Buchdruck ist ein Druckverfahren, mit dem kurzschriftliche Zeichen gedruckt werden.
Anfänglich wurden die kurzschriftlichen Zeichen durch Holzschnitt, Kupferstich und Steindruck dargestellt. Nach Aufkommen des Offsetdruckverfahrens eroberte dieses völlig das Feld.
Im Vergleich zum herkömmlichen Buchdruck mit beweglichen Lettern sind die oben genannten Verfahren jedoch wenig effizient, sodass sich bald der Wunsch nach einem Druckverfahren mit kurzschriftlichen Typen regte. Schon Friedrich Mosengeil und später Franz Xaver Gabelsberger beschäftigten sich mit der Frage des stenografischen Buchdrucks. Erste Versuche zur Herstellung von derartigen Typen machten 1847 Gustav Schelter, 1850 die Schriftgießerei von Lehmann und Mohr und 1858 durch Faulmann und Leipold (Ausarbeitung von 1430 Typen). Nach Verbesserungen in den Folgejahren wurden mit den Typen einige Jahre lang stenografische Zeitschriften im System Gabelsbergers gedruckt.
Auch in den anderen Kurzschriftsystemen gab es Versuche, geeignete Druckverfahren zu entwickeln. Wie im System Gabelsberger gab es auch bei Stolze-Schrey, der stenotachygrafischen Schule, bei Faulmann, oder in der Nationalstenografie Versuche, welche aber schließlich allesamt keinen Erfolg hatten. Es wurden ebenfalls Anstrengungen unternommen, kurzschriftliche Systeme zu entwickeln, die für den Buchdruck besser geeignet hätten sein sollen, ohne sich allerdings durchsetzen zu können.